# Leptosynapta circopatina
Leptosynapta circopatina is een zeekomkommer uit de familie Synaptidae.
De wetenschappelijke naam van de soort werd in 1924 gepubliceerd door Hubert Lyman Clark.